# Toine Heijmans
Toine Heijmans (Nimega, 1º febbraio 1969) è uno scrittore olandese.

## Biografia
Toine Heijmans è nato nel 1969 a Nimega, nella provincia della Gheldria.
Giornalista, è un colonnista dei quotidiani de Volkskrant e de Brug e ha ottenuto l'Aad Struijs Persprijs per l'opera giornalistica nel 2014 e nel 2018.
Nel 2013 il suo romanzo d'esordio Fuga sul mare è stato insignito del prestigioso Prix Médicis étranger.

## Opere principali

### Romanzi
- Fuga sul mare (Op zee, 2011), Roma, Elliot, 2016 traduzione di David Santoro ISBN 978-88-6993-127-7.
- Pristina (2014)
- Debito d'ossigeno (Zuurstofschuld, 2021), Società Editrice Milanese, 2022 traduzione di Antonio De Sortis ISBN 978-88-93-90599-2.

### Saggi
- Respect! Rappen in Fort Europa (1998)
- Allochtonië (2003)
- De Asielmachine (2005)
- La Vie Vinex (2007)
- Nederland ligt er prima bij (2017)

## Alcuni riconoscimenti
- Prix Médicis étranger: 2013 vincitore con Fuga sul mare
- Aad Struijs Persprijs: 2014 - 2018